# Mouron
 Mouron  es una población y comuna francesa, en la región de Champaña-Ardenas, departamento de Ardenas, en el distrito de Vouziers y cantón de Grandpré.
Está integrada en la Communauté de communes de l'Argonne Ardennaise.

## Demografía
| 248 | 277 | 331 | 350 | 334 | 365 | 342 | 321 | lac. | lac. | 296 | 295 | 282 | 310 | 287 | 270 | 258 | 252 | 222 | 204 | 202 | 202 | 167 | 139 | 126 | 155 | 142 | 130 | 100 | 81 | 73 | 79 | 79 |
| Para los censos de 1962 a 1999 la población legal corresponde a la población sin duplicidades (Fuente: INSEE [Consultar]) |     |     |     |     |     |     |     |      |      |     |     |     |     |     |     |     |     |     |     |     |     |     |     |     |     |     |     |     |    |    |    |    |